# Senatori della XIII legislatura del Regno d'Italia
Elenco dei senatori della XIII legislatura del Regno d'Italia nominati dai re Vittorio Emanuele II e Umberto I divisi per anno di nomina.
Il numero indicato è quello della serie cronologica ufficiale.

## 1876

### 16 novembre
- 612. Aldo Annoni
- 613. Alessandro Avogadro di Casanova
- 614. Cesare Bardesono di Rigras
- 615. Angelo Bargoni
- 616. Cesare Bertea
- 617. Antonio Berti
- 618. Lorenzo Bruno
- 619. Alessandro Cavagnari
- 621. Giovanni Andrea D'Andrea
- 622. Achille Del Giudice
- 623. Edoardo Deodati
- 624. Girolamo Federico Fenaroli Avogadro
- 625. Michele Giacchi
- 626. Luigi Gravina
- 627. Angelo Grossi
- 628. Francesco Magni
- 629. Giuseppe Manfredi
- 630. Paolo Mantegazza
- 631. Domenico Merlo
- 632. Jacopo Moleschott
- 633. Robustiano Morosoli
- 634. Alessandro Negri di San Front
- 635. Luigi Palmieri
- 636. Giovanni Raffaele
- 637. Antonio De Reali
- 638. Giuseppe Antonio Rossi
- 639. Gaetano Sacchi
- 640. Vittorio Sacchi
- 641. Andrea Verga
- 642. Luigi Zini

## 1877

### 31 maggio
- 643. Girolamo Boccardo

### 13 dicembre
- 644. Antonio Malusardi
- 645. Giuseppe Boschi
- 646. Eugenio Fasciotti

## 1878

### 31 marzo
- 647. Giovanni Bruzzo
- 648. Luigi Corti

### 20 novembre
- 649. Cesare Bonelli

### 19 dicembre
- 650. Gustavo Mazè de la Roche

## 1879

### 16 marzo
- 651. Giuseppe Giacomo Alvisi
- 652. Giovanni Cantoni
- 653. Giuseppe Cencelli
- 654. Antonio Colocci
- 655. Luigi Cremona
- 656. Pietro De Angelis
- 657. Maurizio Farina
- 658. Mauro Macchi
- 659. Giovanni Andrea Maffei
- 660. Pietro Manfrin
- 662. Giuseppe Mazzoni
- 663. Alessandro Nunziante
- 664. Marcello Panissera di Veglio
- 665. Federico Pescetto
- 666. Enrico Pessina
- 667. Luigi Pissavini
- 668. Giuseppe Rega
- 669. Francesco Rizzoli
- 670. Tiberio Sergardi
- 671. Giorgio Tamajo
- 672. Pietro Torrigiani
- 673. Giuseppe Tornielli Brusati di Vergano
- 674. Giovanni Thaon di Revel
- 675. Agostino Todaro
- 676. Leonardo Vigo Fuccio
- 677. Ottaviano Vimercati

### 13 luglio
- 678. Raffaele Mezzanotte
- 679. Salvatore Majorana Calatabiano

## 1880

### 11 gennaio
- 680. Ferdinando Acton

### 15 febbraio
- 681. Errico Amante
- 682. Giovanni Battista Bertini
- 683. Giuseppe Borselli
- 684. Bartolomeo Casalis
- 685. Giuseppe Cocozza
- 686. Clemente Corte
- 687. Trojano Delfico de Filippis
- 688. Sebastiano De Luca
- 689. Panfilo De Riseis
- 690. Antonio Ghivizzani
- 691. Domenico Giuli
- 692. Gaspare Gorresio
- 693. Andrea Guarneri
- 694. Gaetano La Loggia
- 695. Angelo Martinengo di Villagana
- 696. Giovanni Maurigi
- 697. Giuseppe Mazzacorati
- 698. Pericle Mazzoleni
- 699. Corrado Valguarnera
- 700. Giacinto Pacchiotti
- 701. Emilio Pallavicini di Priola
- 702. Gabriele Luigi Pecile
- 703. Alfonso Sanseverino Vimercati
- 704. Achille Tamborino
- 705. Augusto Vera